# Partito Socialista
|  | «Partito Socialista» redirigeix aquí. Vegeu-ne altres significats a «Partit Socialista Italià (desambiguació)». |

Partito Socialista (PSI) és un partit polític italià d'orientació socialista sorgit arran del Constituent Socialista de 5 d'octubre de 2007 per tal d'ocupar l'espai deixat per l'antic Partit Socialista Italià. Celebrà el seu Congrés federatiu del 4 a 6 juliol de 2008.
Al projecte s'hi sumaren els Socialistes Democràtics Italians (SDI) d'Enrico Boselli, I Socialisti Italiani de Bobo Craxi i el Nou PSI de Gianni de Michelis i Mauro del Buie, el moviment Democràcia i Socialisme de Gavino Angius i Valdo Spini, i alguns membres de Sinistra Democratica, Rosa nel Pugno de Lanfranco Turci, Socialismo è Libertà de Rino Formica, així com representants del món sindical.

## Història
El 30 d'octubre de 2006 se celebra a Pietrasanta primera assemblea de moviments socialistes per a rejnir una constituent i reconstruir el PSI, aleshores força dividit, impulsada pel Partit Socialista Europeu. El 3-4 març de 2007 es reuneixen Lanfranco Turci i Rino Formica amb altres exponents del món laic, liberal i socialista per a establir les bases del projecte. El 13-14 abril de 2007 es reuneix el Congrés extraordinari de la SDI, on hi ha propostes d'unir-se al Partit Democràtic, un acord amb Demòcrates d'Esquerres o la Margherita. Finalment, Enrico Boselli declara oberta la Constiuent Socialista. Però el 23 de maig Ottaviano Del Turco, ministre i europarlamentari SDI, abandona el partit i marxa al PD.
El 23-24 juny se celebra el congrés del Nou PSI, on Gianni de Michelis també convoca la Constituent i abandona la Casa de les Llibertats, malgrat l'oposició de Stefano Caldoro. Els treballs de la Constituent començaren el 14 juliol, aniversari de la Presa de la Bastilla i de la fundació de la II Internacional a l'Auditorium del Massimo de Roma, amb fort compromís de Pia Elda Locatelli, presidenta de la Internacional Socialista de Dones; el 24 de juliol es reuneix el comitè promotor, que aplega les adhersions (Boselli, Angius, Craxi, de Michellis, Locatelli, Alberto Nigra, etc.) i es forma un comitè organitzador. l'agost Gavino Angius i Valdo Spini abandonen SD i s'hi adhereixen. Se celebren el 5-6 d'octubre, i hi participen representants del PSE (Poul Rasmussen), del PSOE i del SPD alemany. Elaboren un programa social que posa accent el ‘ajuda a les famílies dels morts en accident de treball, l'augment de la despesa pública, un pacte laic (divorci express, unions civils, avortament, píndola de l'endemà)i recerca fons energia alternativa.
Gràcies a Sinistra Democratica tenen representació al Senat, i Rosa nel Pugno canvia el seu nom de grup pel de Socialistes i Radicals-Rosa nel Pugno, al qual s'hi adheririen el Nou PSI (25 gener 2008) i Sinistra Democratica (1 febrer). Tanmateix, el procés fou frenat bruscament amb l'avançament de les eleccions legislatives italianes de 2008. El 8 de març fracassa un acord amb el PD i decideixen presentar-se en solitari; reben suport de José Luís Rodríguez Zapatero i Georgios Andreas Papandreu, president de la Internacional Socialista. Durant la campanya fortes protestes als mitjans de comunicació pel duopoli PDL-PD. Però només obtenen 0,97% a Cambra dels Diputats i 0,87% al Senat i cap representant. Boselli dimiteix i el 4-6 juny 2008 se celebra congrés de fundació.
Pia Elda Locatelli hi és nomenada presidenta i secretari Riccardo Nencini, i obre diàleg amb Radicals Italians i altres forces d'esquerres, però fase de confrontació amb el PD, tot i la intervenció en el congrés de Walter Veltroni, que crida a unió PD-PS. El 3 d'octubre Nencini inicia una vaga de fam de protesta pel tractament del partit a la RAI, i el 9 és rebut pel president Giorgio Napolitano.
Tanmateix, projecte no arrenca. El 29 de setembre 2008 Gavino Angius i el grup Democràcia i Socialisme abandonen el PS per integrar-se en el PD. A finals de 2008 inicien novament contactes amb el PD.

## Resultats electoral
|                   | Vots    | %       | Escons |   |
| Legislatives 2008 | Cambra  | 355.581 | 1,0    | 0 |
| Senat             | 284.428 | 0,9     | 0      |   |
| Exterior (Cambra) | 31.774  | 3,1     | 0      |   |
| Exterior (Senat)  | 27.385  | 2,9     | 0      |   |